# Calymperes mitrafugax
Calymperes mitrafugax là một loài rêu trong họ Calymperaceae. Loài này được Florsch. mô tả khoa học đầu tiên năm 1964.